# Ли Джей Кобб
Ли Джей Кобб (англ. Lee J. Cobb, при рождении Лео Джейкоби англ. Leo Jacoby; 9 сентября 1911 — 11 февраля 1976) — американский актёр.

## Биография
Лио Джейкоби (настоящее имя актёра) родился в Нью-Йорке в еврейской семье иммигрантов из Российской империи и Румынии. Его отец, Бенджамин (Бенцион) Джейкоб, работал наборщиком в издававшейся в Нью-Йорке на идише газете; мать, Кейт Найлехт, была домохозяйкой. Обучался в Нью-Йоркском университете, после чего, в 1934 году, дебютировал в кино в фильме «Исчезающие тени». Год спустя вступил в одну из театральных трупп Манхэттена, с которой выступал до начала 1940-х. Свои первые крупные роли Ли Джей Кобб сыграл в фильмах «Песня Бернадетт» (1943) и «Анна и король Сиама» (1946).
В начале 1950-х годов Кобб обвинялся Комитетом по расследованию антиамериканской деятельности в симпатиях коммунистам из-за его либеральных взглядов и причастности к ряду политических и благотворительных организаций, подозреваемых в связях с коммунистами. В течение двух лет он отказывался давать какие-либо показания комитету, прежде чем, под угрозой занесения в чёрный список, не пошёл на уступки. На даче показаний актёр назвал имена двадцати человек, бывших членами Коммунистической партии США. Позже он объяснил свой поступок боязнью остаться без работы и подвергнуть семью финансовым проблемам.
Вскоре после слушаний на экраны вышла драма «В порту», где Ли Джей Кобб исполнил роль злодейского коррумпированного профсоюзного босса Джонни Френдли, принёсшую ему первую номинацию на премию Американской киноакадемии. Сценаристом и режиссёром картины выступили Элиа Казан и Бадд Шульберг, два других «дружественных свидетеля» на заседаниях антикоммунистического комитета. Фильм, получивший восемь «Оскаров», содержал в себе заложенный Казаном политический контекст и рассматривался в качестве аллегории и апологии с его стороны.
Следующей крупной работой актёра стала роль присяжного № 3, бизнесмена, тяжело переживающего конфликт с сыном, в режиссёрском дебюте Сидни Люмета «12 разгневанных мужчин» (1957). Год спустя Кобб получил свою вторую номинацию на «Оскар» за роль Фёдора Карамазова в голливудской экранизации романа Достоевского «Братья Карамазовы».
В 1960-х Кобб стал чаще сниматься на телевидении, где в 1963 году за роль в телефильме «Смерть коммивояжёра» был номинирован на премию «Эмми». Одной из последних крупных работ актёра стала роль лейтенанта Уильяма Ф. Киндермана в мистическом фильме «Изгоняющий дьявола» (1973).
Ли Джей Кобб скончался от инфаркта в Вудленд-Хиллз, штат Калифорния, в 1976 году в возрасте 64 лет.
Ли Джей Кобб в 1940—1950-х годах был женат на актрисе еврейского театра и кинематографа на идише Хелен Беверли (1916—2011). Их дочь — актриса Джули Кобб (род. 1947), в 1986—2006 годах была замужем за Джеймсом Кромвеллом, в 1976—1978 годах — за актёром Виктором Френчем (1934—1989); от брака с актёром Кристофером Морганом (род. 1942, сын Гарри Моргана) — дочь, актриса Розмари Морган (Rosemary Morgan, род. 1983).
Эрнест Боргнайн вспоминал, что Кобб был одним из любимейших актёров Фрэнка Синатры.

## Избранная фильмография
| Год  |   | Русское название                   | Оригинальное название            | Роль                                                    |
| ---- | - | ---------------------------------- | -------------------------------- | ------------------------------------------------------- |
| 1943 | ф | Песня Бернадетт                    | The Song of Bernadette           | доктор Дозу                                             |
| 1946 | ф | Анна и король Сиама                | Anna and the King of Siam        | Кралахоум                                               |
| 1947 | ф | Бумеранг!                          | Boomerang!                       | Гарольд Ф. (Робби) Робинсон                             |
| 1947 | ф | Джонни О'Клок                      | Johnny O'Clock                   | инспектор Коч                                           |
| 1947 | ф | Капитан из Кастилии                | Captain from Castile             | Хуан Гарсиа                                             |
| 1948 | ф | Звонить: Нортсайд 777              | Call Northside 777               | Брайан Келли                                            |
| 1948 | ф | Тёмное прошлое                     | The Dark Past                    | доктор Эндрю Коллинз                                    |
| 1949 | ф | Воровское шоссе                    | Thieves' Highway                 | Майк Филья                                              |
| 1950 | ф | Человек, который обманул себя      | The Man Who Cheated Himself      | лейтенант Эд Каллен                                     |
| 1951 | ф | Сирокко                            | Sirocco                          | полковник Феру                                          |
| 1954 | ф | В порту                            | On the Waterfront                | Майкл Дж. Скелли, он же «Большой» Джон «Джонни» Френдли |
| 1955 | ф | Левая рука Бога                    | The Left Hand of God             | Ми Ян                                                   |
| 1956 | ф | Человек в сером фланелевом костюме | The Man in the Gray Flannel Suit | судья Бернстайн                                         |
| 1956 | ф | Разоблачение в Майами              | Miami Exposé                     | лейтенант Бартон «Барт» Скотт                           |
| 1957 | ф | 12 разгневанных мужчин             | 12 Angry Men                     | присяжный № 3                                           |
| 1957 | ф | Три лица Евы                       | The Three Faces of Eve           | доктор Кёртис Лютер                                     |
| 1957 | ф | Текстильные джунгли                | The Garment Jungle               | Уолтер Митчелл                                          |
| 1958 | ф | Братья Карамазовы                  | The Brothers Karamazov           | Фёдор Павлович Карамазов                                |
| 1958 | ф | Человек с Запада                   | Man of the West                  | Док Тобин                                               |
| 1958 | ф | Девушка с вечеринки                | Party Girl                       | Рико Анджело                                            |
| 1959 | ф | Зелёные поместья                   | Green Mansions                   | Нуфло                                                   |
| 1960 | ф | Исход                              | Exodus                           | Барак Бен Ханаан                                        |
| 1962 | ф | Четыре всадника Апокалипсиса       | Four Horsemen of the Apocalypse  | Мадарьяга                                               |
| 1962 | ф | Как был завоёван Запад             | How the West Was Won             | маршал Лу Рэмси                                         |
| 1966 | ф | Наш человек Флинт                  | Our Man Flint                    | Ллойд Крэмден                                           |
| 1968 | ф | Блеф Кугана                        | Coogan's Bluff                   | лейтенант Макэлрой                                      |
| 1968 | ф | День совы                          | Il giorno della civetta          | глава мафии, дон Мариано                                |
| 1969 | ф | Золото Маккенны                    | Mackenna's Gold                  | редактор                                                |
| 1970 | ф | Освобождение Л.Б. Джонса           | The Liberation of L.B. Jones     | Оман Хеджпат                                            |
| 1973 | ф | Изгоняющий дьявола                 | The Exorcist                     | лейтенант Уильям Ф. Киндерман                           |